# Giuseppe Paladini
Giuseppe Paladini oder Paladino (* 1721 in Messina; † 3. Januar 1794 ebenda) war ein italienischer Maler des Spätbarock auf Sizilien.

## Leben
Seine Ausbildung erhielt Paladini zunächst von seinem Onkel, Litterio Paladini, dann in Rom in der Werkstatt von Sebastiano Conca (1680–1764).
In Rom blieb ein durch Dokumente abgesichertes Gemälde erhalten. Um 1730 war er wieder in Messina, wo er vornehmlich für Kirchen Tafelbilder und Fresken malte. Durch das schwere Erdbeben von Messina 1908 wurden die meisten seiner Fresken zerstört.

## Werk
- SS. Trinita in der Strada Condotti (Rom) – Tafelbild “Hl. Katharina” und ein Marienbild.
- Chiesa dell’ Annunziata Teatini (Messina) – Tafelbild “Heimsuchung” (1791). Die Fresken von 1791 in Kuppel und Apsis wurden beim Erdbeben von 1908 zerstört.
- Chiesa Santa Maria di Lamedusa (Messina) – Fresken mit Szenen des Alten Testamentes (1772), zerstört durch das Erdbeben von 1908.
- Chiesa San Gregorio – Fresken
- Kathedrale von Norcia „San Vincenzo Ferreri“
- Chiesa di San Giuseppe in Casteltermini, ein Bild der heiligen Jungfrau mit dem Schutzpatron (San Giuseppe)[1]